# مایکل ونوس (تنیس‌باز)
مایکل ونوس (انگلیسی: Michael Venus؛ زاده ۱۶ اکتبر ۱۹۸۷) یک تنیس‌باز اهل ایالات متحده آمریکا است.

## سالهای اولیه زندگی
خانواده او به ایالات متحده نقل مکان کردند، جایی که او شروع به رقابت در لیگ پسران کرد و در سال ۲۰۰۶ در ۱۸ زمین خاکی ملی پسران قهرمان شد. بت‌های او آندره آغاسی و پیت سامپراس بودند. او بین رفتن به کالج یا حرفه ای شدن و امتحان کردن  تور ارشد،مردد بود اما تصمیم گرفت برای کنفرانس کالج برود.